# Osterøy
Osterøy är en ö i Vestland fylke i västra Norge. Ön ligger nordöst om staden Bergen och omges av tre fjordar, Osterfjorden, Sørfjorden och Veafjorden. Osterøy är Norges största ö som inte ligger mot havet och har en total area på 328 km². Den delas mellan kommunerna Osterøy och Vaksdal, där den sistnämnda endast täcker en liten del på östsidan av ön. 
Det bor omkring 7400 personer på ön. Högsta topp är berget Høgafjellet som sträcker sig 869 meter över havet.
Fredag den tredje oktober 1997 öppnades här Osterøybron som sammanlänkar ön med fastlandet.

## Bilder

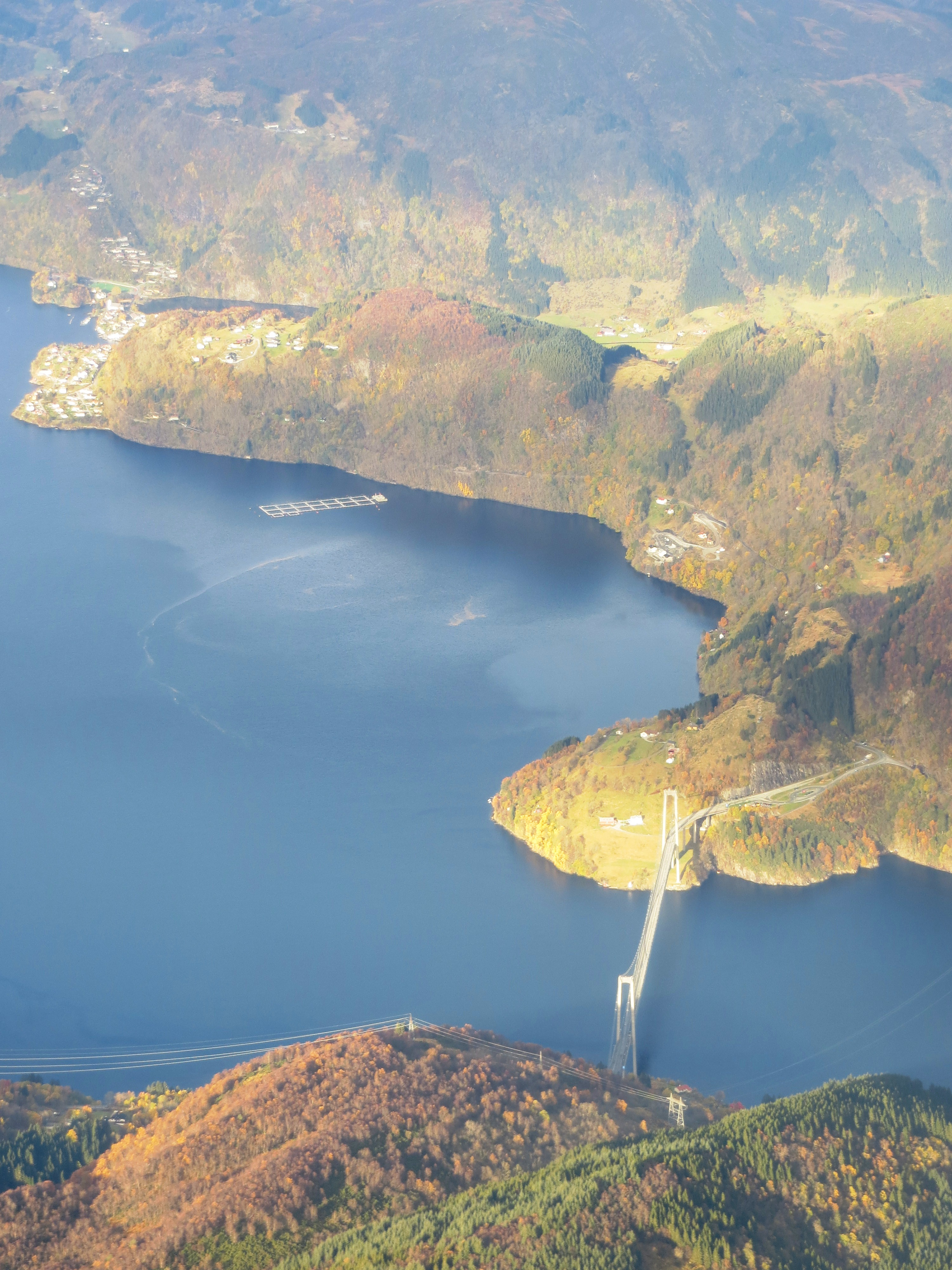
Sydvästra spetsen av ön med Osterøybron.
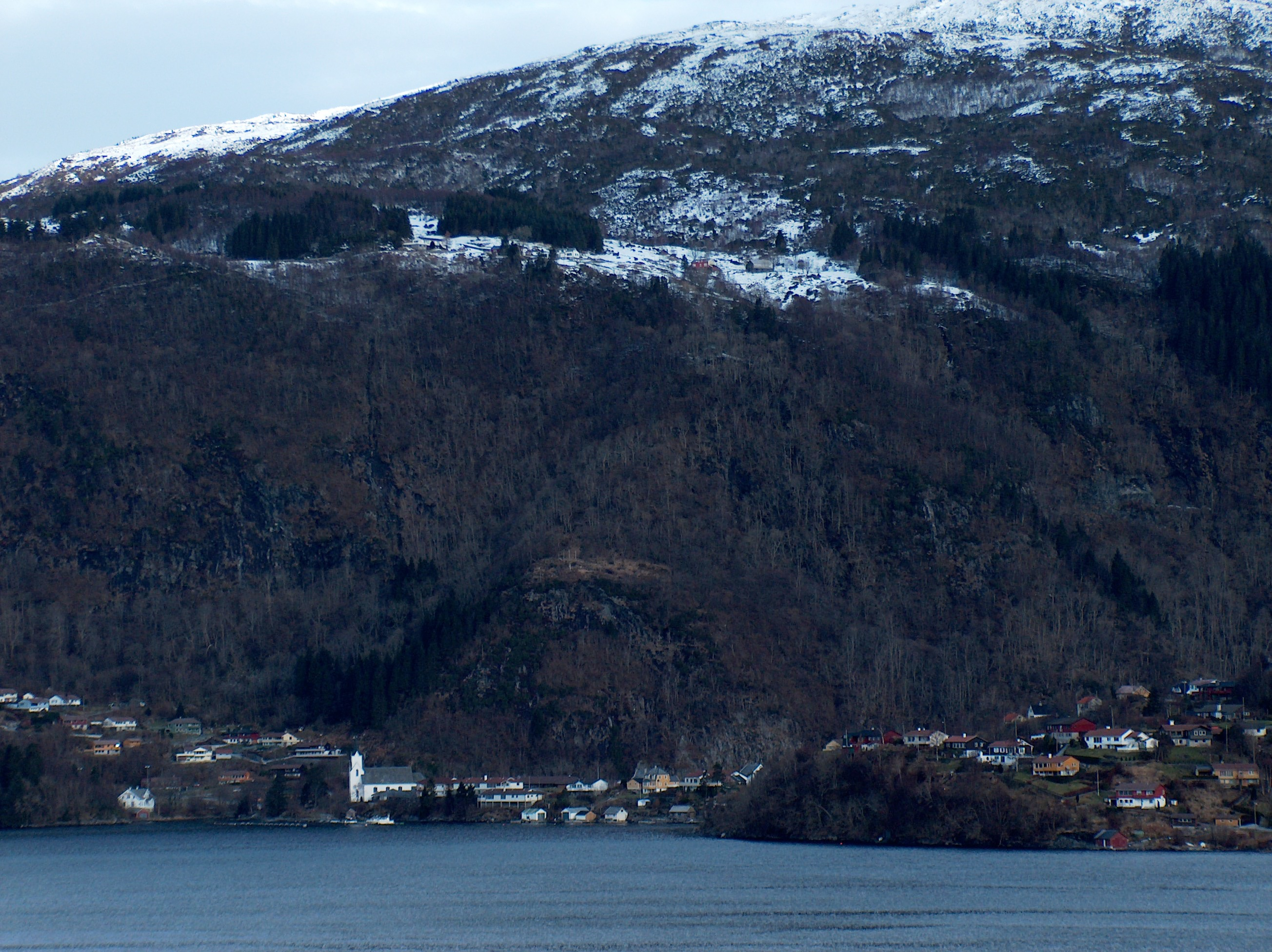
Vy mot Haus, på den södra delen av ön.
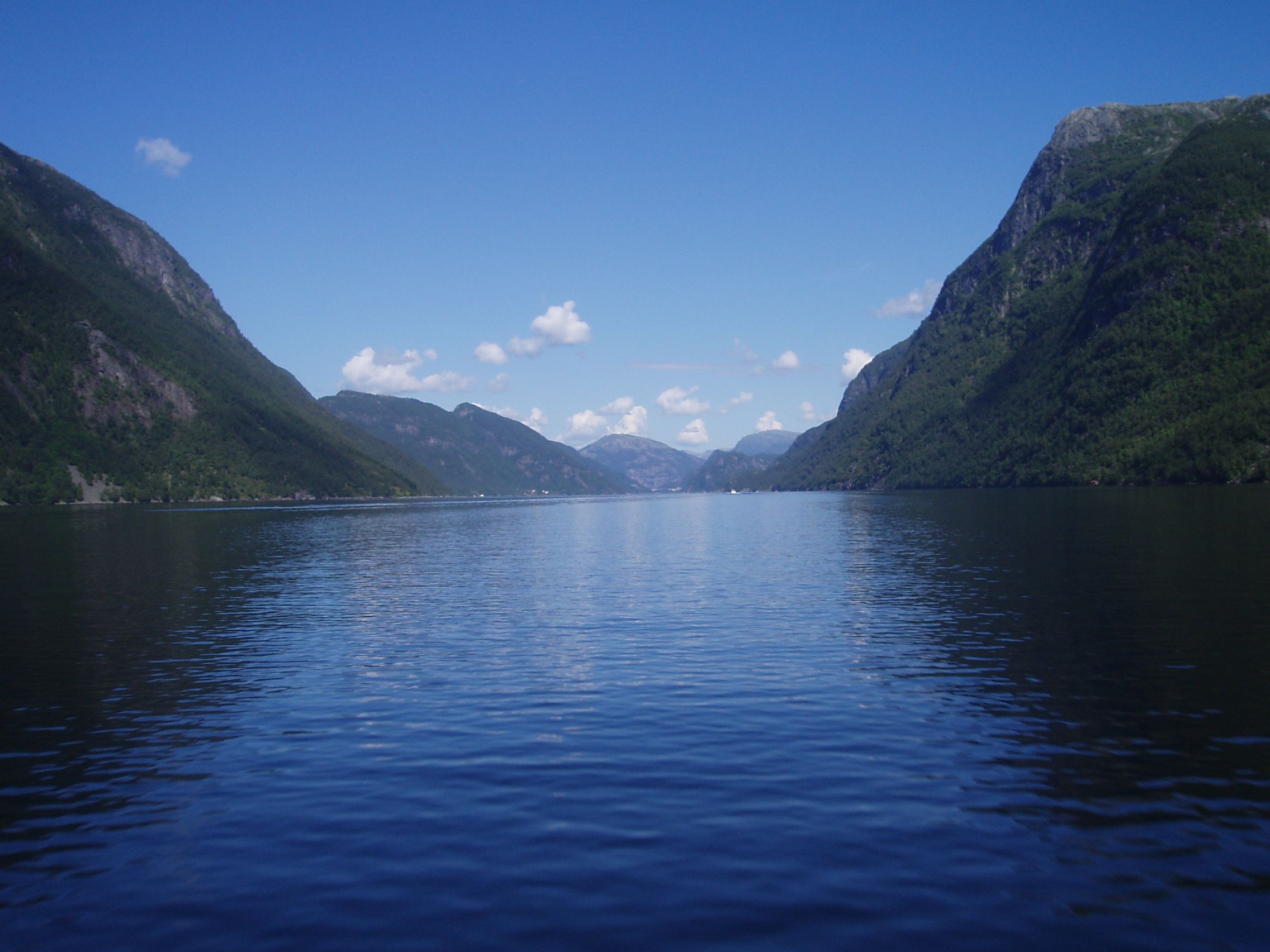
Vy över Veafjorden med Osterøy till vänster.
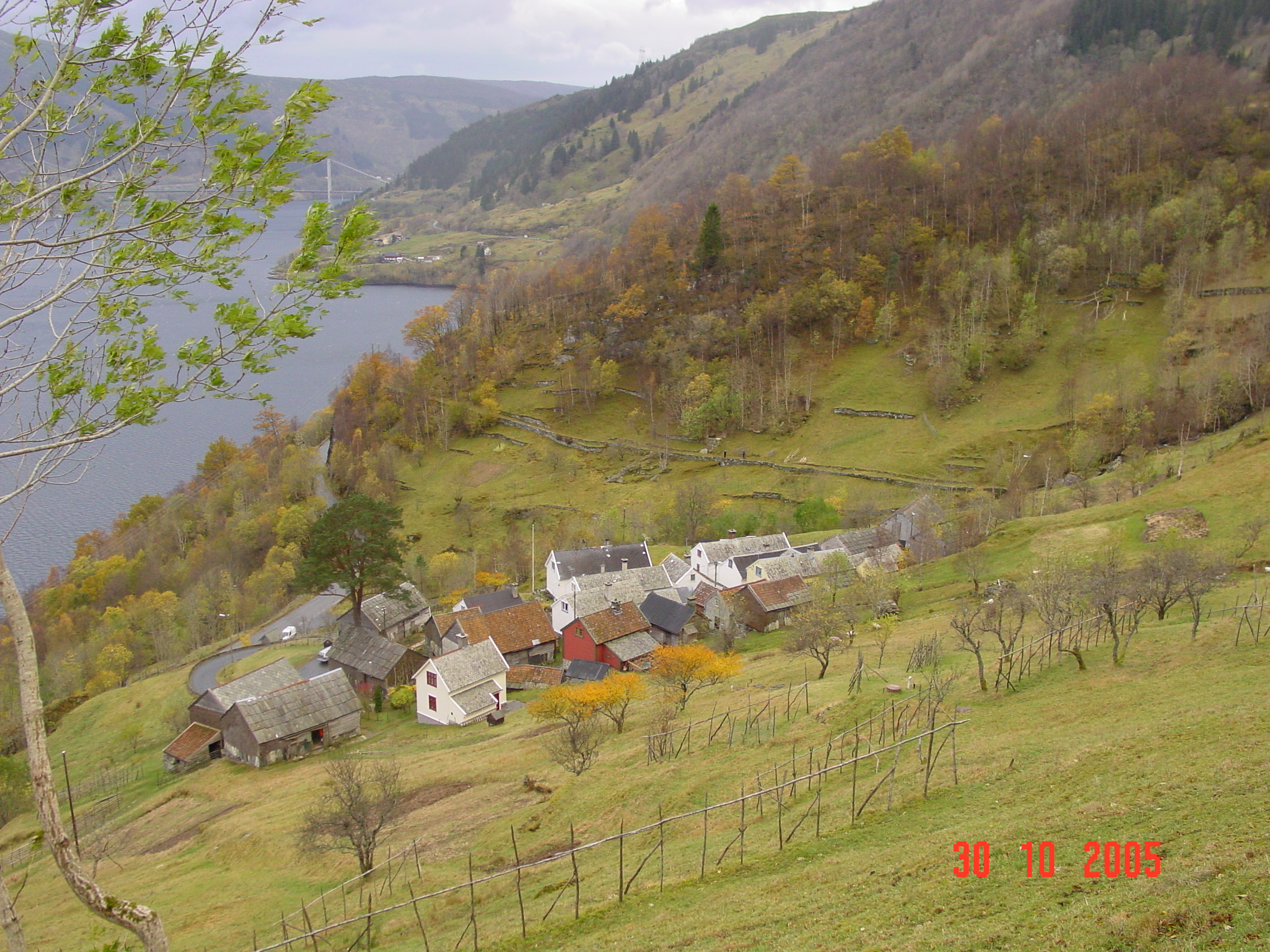
Havrå jordbruk beläget på öns södra kust.